# Martino di Vertou
Martino di Vertou (Nantes, 527 – Vertou, 601) è stato un religioso francese, fondatore dell'Abbazia di Vertou, ed evangelizzatore della regione intorno a Nantes. A volte è conosciuto come l'apostolo degli Herbauges. È venerato come santo dalla Chiesa cattolica. Una leggenda dice che ha conficcato il suo bastone da pellegrino nel mezzo del cortile dell'abbazia a Vertou e che lo stesso ha messo le radici, sviluppandosi in un albero di tasso, che appare sullo stemma del comune di Vertou.

## Biografia
Nato a Nantes, si distinse per le sue virtù e il suo talento. Fu ordinato da Felice, vescovo di Nantes, che lo nominò anche arcidiacono della chiesa di Nantes col compito di convertire al cristianesimo gli abitanti della città e delle zone circostanti.
Verso il 577, si ritirò in una zona desolata sulla riva destra della Sèvre Nantaise. Costruì una chiesa e ingrandì il suo eremo, che divenne l'abbazia di Vertou.
Fondò anche altre comunità religiose; morì a Vertou nel 601.

## Galleria d'immagini

Stemma di Vertou, con il tasso di san Martino.
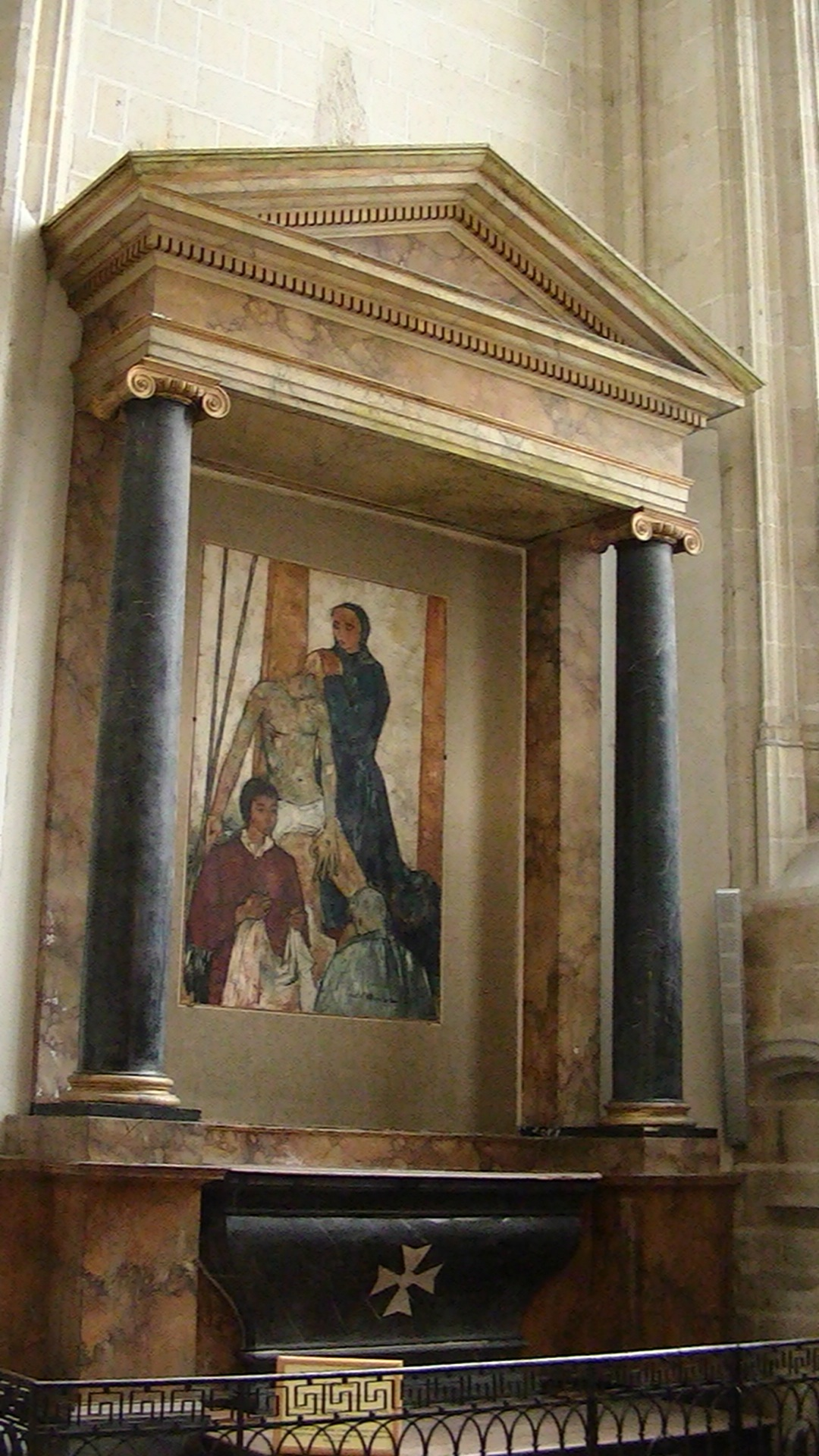
Affresco di san Martino nella cappella omonima della cattedrale di Nantes.